# جورج هنري اندروز
جورج هنري اندروز (بالإنجليزية: George Henry Andrews)‏ هو سياسي ليبيري، ولد في 1926 في ليبيريا، وتوفي في 3 سبتمبر 1997.